# Hochwasserrückhaltebecken Segelbach
Das Hochwasserrückhaltebecken Segelbach liegt etwas nach der Totenbachmühle der Gemeinde am Übergang vom Namensabschnitt Totenbach zum Namensabschnitt Segelbach des Seitenbachs auf dem Gebiet von Weil im Schönbuch im Landkreis Böblingen in Baden-Württemberg, fast am Südrand des Landschaftsschutzgebietes Glemswald. 

## Beschreibung
Der erst am Unterlauf so genannte, insgesamt über 9 km lange Seitenbach durchfließt das Rückhaltebecken. Er ist ein rechter Zufluss der Aich in Waldenbuch. Der kleine, in natürlicher Umgebung liegende Stausee wurde 1981 errichtet. Er wird von einem 15,21 m hohen und etwa 240 m langen Erddamm aufgestaut, auf dessen Krone die K 1050 von Weil nach Waldenbuch läuft. In Dauereinstau hält der Damm 45.000 m³ zurück, die eine Fläche von 1,1 ha bedecken, die Oberfläche erreicht dann wenig unter 400 m ü. NHN. Bei Hochwasser hält er bis zu weiteren 262.000 m³ zurück, die danach gesteuert abgelassen werden können. Das Einzugsgebiet ist etwa 6,0 km² groß.
Das Hochwasserrückhaltebecken wird vom Wasserverband Aich betrieben.

## Inspektion im Jahre 2018
Nach Pressemitteilung des Landratsamtes Böblingen sollte der See im Spätherbst 2018 zur Kontrolle der Einrichtungen abgelassen werden. Es wurde dabei vor Lebensgefahr gewarnt, weil den Seegrund betretende Personen in der abgelagerten dicken Schlammschicht versinken könnten.

### LUBW
Amtliche Online-Gewässerkarte mit passendem Ausschnitt und den hier benutzten Layern: Hochwasserrückhaltebecken Segelbach und Umgebung

Allgemeiner Einstieg ohne Voreinstellungen und Layer: Daten- und Kartendienst der Landesanstalt für Umwelt Baden-Württemberg (LUBW) (Hinweise)
1. ↑  Länge nach dem Layer Gewässernetz (AWGN).
2. 1 2 3 4 5 6 7  Angabe nach dem Layer Stauanlage.
3. ↑  Länge abgemessen auf dem Hintergrundlayer Topographische Karte.
4. ↑  Seefläche nach dem Layer Stehende Gewässer.
5. ↑  Höhe nach dem Höhenlinienbild auf dem Hintergrundlayer Topographische Karte.
6. ↑  Einzugsgebiet aufsummiert aus den Teileinzugsgebieten des Seitenbachs bis vor den Reishaldenbach nach dem Layer Basiseinzugsgebiet (AWGN), abzüglich dem auf dem Hintergrundlayer Topographische Karte abgemessenen, nur kleinen Zwickel zwischen Staudamm und unterer Grenze des Teileinzugsgebietes unmittelbar vor dem Reishaldenbach.

### Andere
1. 1 2  Rebecca Kottmann: Segelbachsee muss abgelassen werden. (PDF, 143 kB) Pressemitteilung Nr. 18pm307 / N 4.41.2.1. In: www.lrabb.de. Landratsamt Böblingen, 27. September 2018, archiviert vom Original (nicht mehr online verfügbar) am 6. Januar 2019; abgerufen am 8. Juli 2025.